# Martin Herout
Martin Herout (* 29. August 1980) ist ein tschechischer Badmintonspieler. 

## Karriere
Martin Herout wurde von 2001 bis 2007 fünf Mal tschechischer Meister. Alle Titel errang er dabei im Mixed mit Eva Titěrová.

## Sportliche Erfolge
| Saison | Veranstaltung                      | Disziplin | Platz | Name                         |
| ------ | ---------------------------------- | --------- | ----- | ---------------------------- |
| 2001   | Tschechische Einzelmeisterschaften | Mixed     | 1     | Martin Herout / Eva Brožová  |
| 2002   | Tschechische Einzelmeisterschaften | Mixed     | 1     | Martin Herout / Eva Brožová  |
| 2005   | Tschechische Einzelmeisterschaften | Mixed     | 1     | Martin Herout / Eva Brožová  |
| 2006   | Tschechische Einzelmeisterschaften | Mixed     | 1     | Martin Herout / Eva Brožová  |
| 2007   | Tschechische Einzelmeisterschaften | Mixed     | 1     | Martin Herout / Eva Titěrová |